# Ктенанте
Ктенанте (Ctenanthe) е род многогодишни тревисти растения, разпространени предимно в Бразилия. Името „ктенанте“ произлиза от гръцката дума за „гребен“, поради приликата с гребен на острите шипчета на прицветниците му. Един от най-разпространените видове е трицветната Ctenanthe oppenheimiana с петнисти листа и млечнобели цветове.

## Описание
Ктенанте имат големи, овални, асиметрични листа, дълги около 40 cm, които вечерно време се изправят. Горната страна на листата е мъхеста, със зелени шарки, а долната – с виолетови или винено-червени шарки. Цветовете на растенията са дребни и бледо-лилави, образуващи класовидни съцветия.

## Отглеждане
Растенията от рода ктенанте са красиви, но трудни за отглеждане. Обичат проветриви места без пряка слънчева светлина, с температури между 15 и 25 градуса. Обичат редовното, обилно поливане, но не и твърдата вода.

## Видове
Сред представителите на рода са следните видове:
- Ctenanthe amabilis
- Ctenanthe burle-marxii
- Ctenanthe compressa
- Ctenanthe kummerana
- Ctenanthe lubbersiana
- Ctenanthe oppenheimiana
- Ctenanthe pilosa
- Ctenanthe setosa